# Leyes del Estilo
Las Leyes del Estilo en el derecho castellano, más ajustadamente llamadas Declaraciones de las leyes del Fuero Real, son un grupo de usos u observancias judiciales (estilo) emanadas de la corte de Alfonso X el Sabio y sucesores en la Baja Edad Media.
Se trata de una serie de interpretaciones, aclaraciones y advertencias relativas al Fuero Real junto a normas de derecho procesal para administrar justicia. Contienen las reglas principales de todos los procedimientos en la Baja Edad Media con objeto de poder acudir a las otras fuentes establecidas en el orden marcado en el Ordenamiento de Alcalá, posteriormente, esto es, en 1348, y por las Leyes de Toro de 1505.
Una de las más importantes es la Ley CCXXXVIII:
Cuantas cosas embargan el derecho escripto. Otro si es a saber que cinco cosas son que embargan los derechos escriptos. La primera la costumbre usada que es llamada consuetudo en Latín, si es razonable. La segunda, es postura que hayan las partes puesto entre sí. La tercera es perdón del rey cuando perdona la justicia. La quarta es cuando face ley de nuevo que contraría el otro derecho escripto con volunta de facer ley. La quinta, es cuando el derecho natural es contra el derecho positivo que fisieron los hombres. Ca el derecho natural se debe guardar, en lo que no fallaron en el derecho natural escribieron y pusieron los hombres leyes.